# Galtonia (Archosauria)
Galtonia es el nombre dado a un género de Archosauria del período Triásico superior. Sus fósiles fueron encontrados en Pensilvania y fueron originalmente descriptos por Edward Drinker Cope en 1878.

## Características
La especie tipo, Galtonia gibbidens, había sido clasificada originalmente como Thecodontosaurus gibbidens, un ornithischio. Pero al considerarse actualmente al Revueltosaurus como un archosaurio (Irmis et al., 2006, quien asignó al Revueltosaurus sp.), es decir, un reptil diferente a los dinosaurios, fue clasificada como un nuevo género por Hunt y Lucas en 1994.  
Este es también un género de flor con el nombre Galtonia, lo que lleva a confusión.